# Litra
Litra (en grec antic λίτρα) era una unitat grega de pes i monetària que corresponia, encara que no n'era equivalent, entre els grecs de Sicília, a la lliura romana i que s'utilitzava per pesar diversos materials, fins i tot el coure. La paraula s'utilitzava ja en temps d'Epicarm, i es troba moltes vegades a Aristòtil. Equivalia a una dotzena part de l'unça.
El pes de la litra era de 3.387 grans (uns 219 grams). L'equivalent en plata d'una litra de coure era una moneda molt petita que pesava 13'5 grans i era d'ús comú a Sicília. Era la desena part d'una estatera de Corint, i a partir d'això l'estatera a Sicília s'anomenava δεκάλιτρος στατήρ ("Dekalitros statér"), perquè tenia un valor de deu vegades del d'una litra.
Com a moneda tenia un valor similar a l'òbol de l'illa d'Egina.